# Knut Lundmark
Knut Emil Lundmark (14 de junho de 1889 – 23 de abril de 1958) foi um astrônomo sueco. Foi também professor de astronomia e diretor do observatório astronômico da Universidade de Lund entre 1929 e 1955. Formou-se em astronomia no observatório da Universidade de Uppsala. Sua dissertação de mestrado, de 1920, intitulava-se As relações dos aglomerados estelares e nebulosas espirais para o sistema estelar. Trabalhou na década de 1920 nos Estados Unidos nos observatórios Lick e Monte Wilson.
Foi um dos pioneiros no estudo moderno de galáxias e suas distâncias. Foi um dos primeiros a suspeitar que tais objetos são na realidade sistemas estelares remotos, situados a uma grande distância da Via-Láctea, e não objetos pertecentes a nossa galáxia. Presumiu a distância da galáxia de Andrômeda em cerca de 650 000 anos-luz (cerca de um quarto da distância verdadeira) comparando o brilho de novas daquela galáxia com as novas de nossa própria galáxia. Participou do Grande Debate, uma discussão sobre a natureza das galáxias, suas distâncias e o tamanho do universo.
Também estudou a distribuição de luz nas galáxias, concluindo que essa distribuição apenas poderia ser explicada se houvesse enormes quantidades de nuvens cósmicas escuras que bloqueassem a luz galáctica.
Foi o principal incentivador da astronomia popular na Suécia na década de 1930 e nos anos seguintes. Para tal, participou de vários programas de rádio, falando de astronomia e história da ciência.
A cratera Lunar "Lundmark" e a galáxia Wolf-Lundmark-Melotte são batizadas em sua homenagem, a última também homenageando Max Wolf e Philibert Jacques Melotte.